# محرم کند
محرم کند (روسی: Магарамкент) یک روستا در روسیه است که در شهرستان محرم‌کند از توابع داغستان واقع شده است.